# فروست

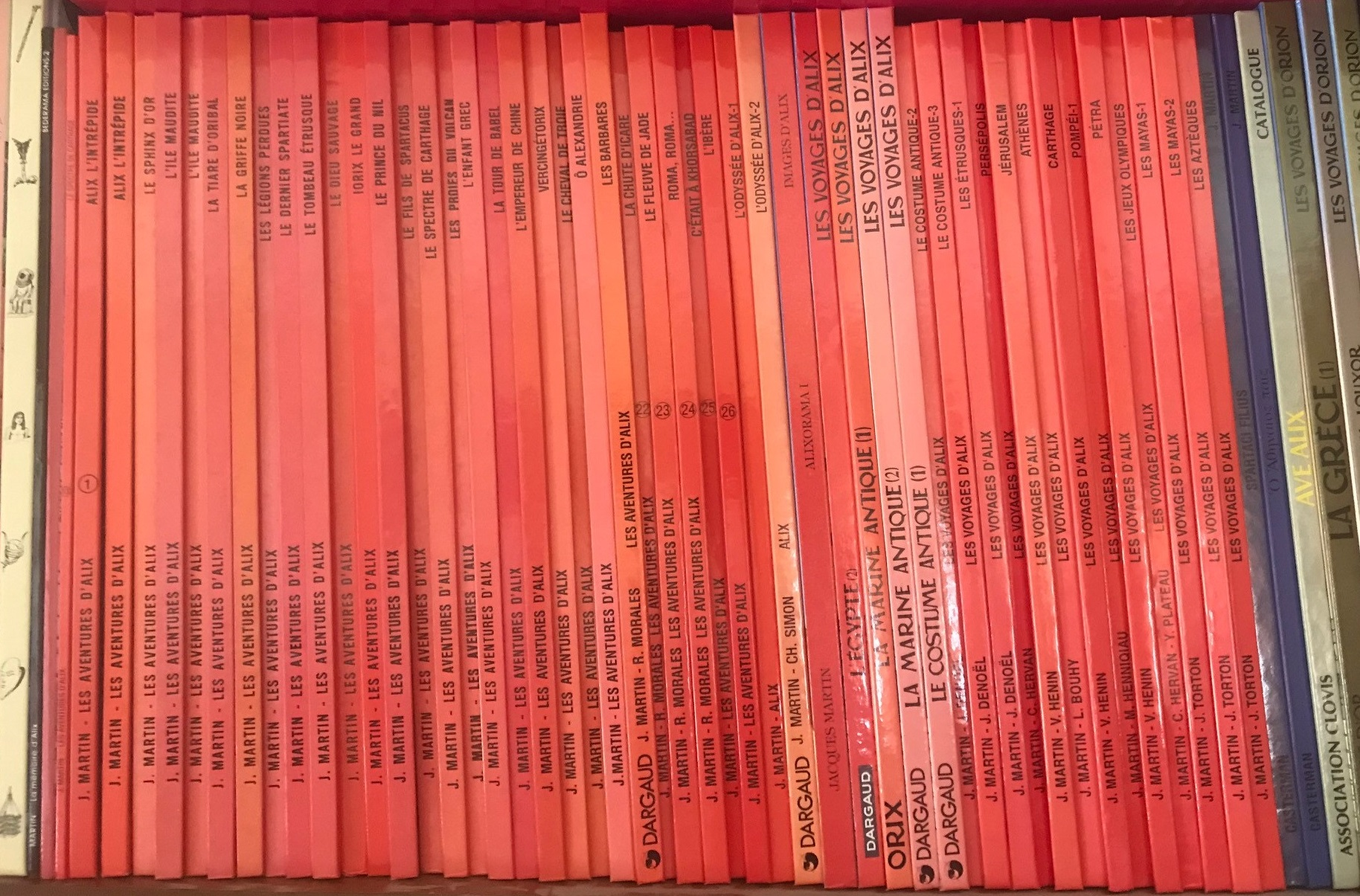
کتاب های آلیکس

فَروَست یا سری (به انگلیسی: series) عبارت است از مجموعه‌ای از آثار و به ویژه کتاب‌های مستقل که از نظر موضوع یا سایر جهات با هم نوعی وابستگی دارند و به دنبال هم و به وسیلهٔ یک ناشر و به یک شکل انتشار می‌یابند. همهٔ آثار یک فروست دارای عنوانی عمومی هستند که بالای صفحه عنوان، صفحهٔ نیم‌عنوان یا روی جلد نوشته می‌شود.

## انواع فروست

### فروست تک‌نگاشت‌ها Monograph series
سلسلهٔ آثار تک‌نگاشته‌ای که با سبکی خاص، تحت یک عنوانی به وسیلهٔ آکادمی، انجمن، مؤسسه‌ای آموزشی یا هر مؤسسهٔ دیگری منتشر می‌شوند. اطلاعات کتاب‌شناختی تک‌نگاشته‌های یک مجموعه ممکن است متفاوت باشد، ولی به هر حال همهٔ آنها از نظر موضوعی، از نوعی پیوستگی برخوردارند.

### فروست فرعی Subseries
فروستی درون فروست دیگر، به نحوی که همیشه با فروست اولی که معمولاً کلی‌تر از این فروست است، بیاید. عنوان فروست فرعی ممکن است وابسته به فروست اصلی باشد یا نباشد.

### فروست ناشر Publishers series
فروست ناشر به یک سلسله از انتشاراتی گفته می‌شود که ناشری خاص تحت یک عنوان کلی که «عنوان فروست» نام دارد، منتشر می‌کند؛ مثل فروست «ایران‌شناسی» که توسط بنگاه ترجمه و نشر کتاب منتشر می‌شد. کتابهایی که ناشر تحت یک فروست منتشر می‌کند، معمولاً شامل آثار استاندارد اعم از قدیم یا جاری است و غالباً یک یا چند موضوع را در بر می‌گیرد. سبک و شکل ظاهری کتابهایی که در یک فروست منتشر می‌شوند، معمولاً مشابه است.